# Konishi Shigeru
Konishi Shigeru (小西 業茂?   marzo de 1851 - 25 de mayo de 1906) fue un empresario y experto en artes marciales japonés. Durante su infancia fue conocido como Shintarō y posteriormente adoptó el nombre de Moshirō. También es reconocido como el undécimo heredero de la familia de los Kaneshi Shinnemon.

## Carrera
La familia empresarial Kaneshi de la industria de fabricación de sake en Itami, provincia de Settsu, era conocida por ser un rico comerciante que también proporcionaba préstamos a los daimyos. En el año 1878, durante el undécimo año de la era Meiji, Nari Shige asumió el nombre de la undécima generación de Kaneshi Shinemon y heredó el liderazgo de la familia. Luego ocupó varios cargos, como director de la Junta del Banco de Japón, presidente de la Compañía de Seguros de Vida de los Fieles de la Secta Shinshu, director general del Banco de Ahorros de Japón, auditor de un banco de emprendimiento, principal accionista del Banco de Itami y auditor del Banco de Ahorros de Emprendimiento. Además, también se involucró en proyectos ferroviarios y fue uno de los fundadores e inversores de las siguientes compañías ferroviarias: Sanyo Railway, Kawabe Horse-drawn Railway (bajo el nombre de Sojiro Kaneshi), Settan Railway (bajo el nombre de Sojiro Kaneshi), Hankaku Railway y Hanshin Electric Railway.

## Experto en artes marciales
En el año 1869, abrió públicamente el dōjō de la familia Kaneshi. En 1885, cambió el nombre del dōjō a Shubukan y asumió el cargo de director. Invitó a maestros como Magai Tadataku, Toyama Masakatsu y Mitamura Akira para enseñar artes marciales como kenjutsu. En 1895, se convirtió en uno de los fundadores de la Dai Nippon Butokukai.En el año 2005, fue honrado en el Salón de la Fama de Kendo de la All Japan Kendo Federation.

## Distinciones honoríficas
- 24 de diciembre de 1887: Ascenso al rango de Shōroku (sexta clase).[3]
- 27 de diciembre de 1887: Condecoración de la Orden del Sol Naciente, Rayos de Oro con Roseta (medalla de honor en cinta amarilla).[4]